# Harrison (Maine)
Harrison – miasto w Stanach Zjednoczonych, w stanie Maine, w hrabstwie Cumberland.